# 鴨島郵便局
鴨島郵便局（かもじまゆうびんきょく）は徳島県吉野川市鴨島町上下島にある郵便局。民営化前の分類では集配普通郵便局であった。

## 概要
住所：〒776-8799 徳島県吉野川市鴨島町上下島128-21

## 沿革
- 1955年（昭和30年）11月1日 - 牛島郵便局から集配業務を移管[1]。
- 1957年（昭和32年）11月30日 - 電話交換および電報配達事務の取扱を、鴨島電報電話局に移管。
- 1958年（昭和33年）3月15日 - 特定郵便局から普通郵便局に局種別改定。
- 1961年（昭和36年）5月22日 - 和文電報受付および電話通話業務を廃止。
- 1987年（昭和62年）7月 - 局舎新築。
- 1998年（平成10年）9月1日 - 外国通貨の両替および旅行小切手の売買に関する業務取扱を開始。
- 2007年（平成19年）10月1日 - 民営化に伴い、併設された郵便事業鴨島支店に一部業務を移管。
- 2012年（平成24年）10月1日 - 日本郵便株式会社発足に伴い、郵便事業鴨島支店を鴨島郵便局に統合。
- 2014年（平成26年）1月27日 - 川島郵便局から「779-33xx」区域の集配業務を移管。
- 2019年（平成31年）2月18日 - 吉野郵便局から「771-14xx」区域の集配業務を移管。

## 取扱内容
- 郵便、印紙、ゆうパック、内容証明
- 貯金、為替、振替、振込、国際送金、国債、投資信託
- 生命保険、バイク自賠責保険、自動車保険、がん保険、引受条件緩和型医療保険、変額年金保険
- ゆうちょ銀行ATM
- 「776-00xx」「771-14xx」「779-33xx」区域（吉野川市（旧鴨島町域・旧川島町域）・阿波市（旧吉野町域））の集配業務
- ゆうゆう窓口

## 周辺
- 吉野川市役所
- 吉野川保健所
- マルヨシセンターアクアシティー店
- 国道318号
- 麻名用水

## アクセス
- JR徳島線 鴨島駅から徒歩約11分
- 徳島バス 鴨島停留所下車
- 徳島自動車道 土成ICから南へ約6.5km
- 駐車場あり：7台